# Дактарайте, Юрате Юозо
Юрате Юозо Дактарайте (лит. Jūratė Daktaraitė; род. 1 января 1936 года) — советская баскетболистка. Заслуженный мастер спорта СССР (1959).

## Биография
В 1954 году окончила среднюю школу в Каунасе.
Выступала в клубах спортивного общества «Жальгирис». В 1955 году присвоено звание мастера спорта СССР.
Привлекалась в сборную СССР, в составе которой стала чемпионкой мира и двукратной чемпионкой Европы.
Окончила Каунасский институт физической культуры (1958) и Каунасский политехнический институт (1964). После окончания спортивной карьеры работала тренером в Вильнюсском государственном университете имени В. Капсукаса.
В 1981 году перешла на работу в специализированную детско-юношескую школу олимпийского резерва, где руководила отделением баскетбола и вела тренерскую работу.
С 1991 года — на пенсии. Почётный Президент клуба ветеранов баскетбола «Kamanės» («Шмели»).